# Cerro Wichu Kkollu
Cerro Wichu Kkollu är ett berg i Bolivia.   Det ligger i departementet Potosí, i den sydvästra delen av landet, 400 km väster om huvudstaden Sucre. Toppen på Cerro Wichu Kkollu är 4 288 meter över havet, eller 199 meter över den omgivande terrängen. Bredden vid basen är 2,9 km.
Terrängen runt Cerro Wichu Kkollu är kuperad åt nordväst, men åt sydost är den platt. Trakten runt Cerro Wichu Kkollu är nära nog obefolkad, med mindre än två invånare per kvadratkilometer.. 
Omgivningarna runt Cerro Wichu Kkollu är i huvudsak ett öppet busklandskap.